# Marcus Peters
Marcus Peters (Oakland, 9 gennaio 1993) è un giocatore di football americano statunitense che milita nel ruolo di cornerback nella National Football League (NFL) e che è free agent.

## Carriera universitaria
Dopo aver giocato per la McClymonds High School della sua città natale, Oakland, presso la quale si cimentò non solo nel football (come defensive back, wide receiver, specialista nei ritorni e kicker) ma anche in varie discipline dell'atletica leggera, Peters, considerato da Rivals.com il 30º miglior prospetto nel ruolo di cornerback nella classe di reclutamento del 2011, decise di optare per l'Università di Washington nonostante offerte pervenutegli anche da numerose altre università tra cui Arizona State, Oregon State e Washington State.
Dopo essere stato inserito tra i redshirt (coloro cioè che possono al massimo allenarsi con la squadra ma non disputare incontri ufficiali) nel suo anno da freshman, Peters nel 2012 prese parte a tutte e 13 le gare stagionali disputate dagli Huskies, scendendo in campo nelle ultime 8 come cornerback titolare. Egli mise a referto il primo intercetto in carriera contro Arizona, aggiungendone un altro contro USC ed un terzo Portland State, che ritornò in touchdown per 21 yard. Peters chiuse la stagione con 42 tackle, 11 passaggi deviati, 3 intercetti, un fumble recuperato ed un touchdown.
L'anno seguente prese parte a 12 delle 13 gare stagionali, mettendo a referto 5 intercetti, 55 tackle ed un sack che gli valsero l'inserimento nel Second-team All-Pac-12. Nel 2014 disputò le prime due gare come cornerback, mettendo a referto 7 tackle contro Hawai'i e 2 tackle e 2 passaggi deviati contro Eastern Washington, prima di essere sospeso in vista della gara contro Illinois per comportamento rissoso in panchina. Tornato in campo nella gara contro Georgia State, Peters rispose con due intercetti ed un terzo, più altri due tackle, lo mise a referto nella gara contro Stanford. Altri 21 tackle e due passaggi deviati Peters li collezionò nelle 4 gare successive, prima di essere destituito il 6 novembre dagli Huskies.
Vittorie e premi
- Fight Hunger Bowl (2013)
- Second-team All-Pac-12 (2013)

## Carriera professionistica

### Kansas City Chiefs
Considerato uno dei migliori cornerback selezionabili nel Draft NFL 2015 ed inserito tra i prospetti che si riteneva sarebbero stati chiamati durante il primo giro, Peters si presentava al Draft da underclassman, avendo deciso di rendersi eleggibile dopo aver rinunciato al suo ultimo anno da senior al college. Il 30 aprile fu scelto come 18º assoluto dai Kansas City Chiefs. Il 15 maggio siglò coi Chiefs il suo primo contratto da professionista. Debuttò come professionista partendo come titolare nella gara del primo turno contro gli Houston Texans facendo subito registrare sette tackle e un intercetto. Il secondo lo mise a segno quattro giorni dopo nella gara del giovedì notte contro i Denver Broncos ai danni di Peyton Manning, ritornandolo per 55 yard in touchdown.
Nella settimana 15, Peters mise a segno due intercetti su Jimmy Clausen dei Ravens, ritornando il primo dei quali per 90 yard nel suo secondo touchdown stagionale e venendo premiato come miglior difensore della AFC della settimana. Alla fine di dicembre fu anche scelto come rookie difensivo del mese in cui fece registrare quattro intercetti nelle ultime cinque gare dei Chiefs, tutte vinte. La sua stagione regolare si chiuse guidando la NFL in intercetti (8, alla pari di Reggie Nelson), in yard su ritorno di intercetto (280) e in passaggi deviati (34), venendo convocato per il primo Pro Bowl in carriera ed inserito nel Second-team All-Pro. Nella gara del turno delle wild card dei playoff contro i Texans intercettò un passaggio di Brian Hoyer nel 30-0 finale che portò i Chiefs a conquistare la prima vittoria nella post-season dal 1994. Il 6 febbraio 2016, Peter fu premiato come rookie difensivo dell'anno.
Nel 2016, Peters fu nuovamente convocato per il Pro Bowl e inserito nel First-team All-Pro dopo essersi classificato al secondo posto nella NFL con 6 intercetti, mentre i Chiefs vinsero la AFC West division.
Il 6 dicembre 2017 Peters fu sospeso per una partita dai Chiefs per quanto avvenuto nella partita della settimana 13 persa contro i New York Jets: negli istanti finali della gara questi aveva lanciato un segnalatore delle penalità usato dagli arbitri nelle tribune. Penalizzato per condotta anti-sportiva e credendo di essere stato espulso, si avviò negli spogliatoi mentre la gara era ancora in corso. Quando gli fu riferito di non essere stato espulso, Peters fece ritornò in campo senza calzini ma non fu rimandato in campo. Tornato titolare nella gara successiva, rispose con 2 intercetti su Philip Rivers e un fumble forzato nella vittoria sui Los Angeles Chargers che gli valsero il premio di difensore della AFC della settimana. A fine anno guidò la lega con 147 yard su ritorno da intercetto.

### Los Angeles Rams
Il 23 febbraio 2018, i Chiefs a sorpresa scambiarono Peters con i Los Angeles Rams. Nella stagione regolare mise a segno 43 tackle, 3 intercetti e 8 passaggi deviati. Nei playoff, i Rams batterono i Cowboys e i Saints, qualificandosi per il loro primo Super Bowl dal 2001, perso contro i New England Patriots..

### Baltimore Ravens
Il 15 ottobre 2019, Peters fu ceduto ai Baltimore Ravens in cambio del linebacker Kenny Young e di una scelta del quinto giro del draft 2020. Cinque giorni dopo fece intercettò il primo passaggio in stagione di Russell Wilson, ritornando il pallone per 67 yard in touchdown nella vittoria esterna sul campo di Seattle. A fine stagione fu convocato per il suo terzo Pro Bowl e inserito nel First-team All-Pro dopo avere messo a segno 65 tackle ed essersi classificato quarto nella NFL con 5 intercetti.
Il 9 settembre 2021 Peters si ruppe il legamento crociato anteriore in allenamento, venendo costretto a perdere l'intera stagione.

### Las Vegas Raiders
Il 24 luglio 2023 Peters firmó un contratto di un anno con i Las Vegas Raiders.
Nella gara dell'ottavo turno, la sconfitta 14-26 del Monday Night Football contro i Detroit Lions, all'inizio del terzo quarto di gioco Peters intercettò un passaggio del quarterback Jared Goff ritornandolo per 75 yard in touchdown. Nella gara del dodicesimo turno, la sconfitta 17-31 contro i Kansas City Chiefs, Peters fu messo in panchina durante il secondo quarto di gioco dal capo-allenatore Antonio Pierce e non più utilizzato in partita. Il giorno successivo alla gara, il 27 novembre 2023, Peters fu svincolato chiudendo l'esperienza con i Raiders con 12 presenze da titolare, 43 tackle, cinque passaggi deviati e un intercetto.

## Palmarès

### Franchigia
- National Football Conference Championship: 1

Los Angeles Rams: 2018

### Individuale
- Convocazioni al Pro Bowl: 3

2015, 2016, 2019
- First-team All-Pro: 2

2016, 2019
- Second-team All-Pro: 1

2015
- Rookie difensivo dell'anno - 2015
- Difensore della AFC della settimana: 3

15ª del 2015, 3ª del 2016, 15ª del 2017
- Rookie difensivo del mese: 1

dicembre 2015
- Leader della NFL in intercetti: 1

2015
- PFWA All-Rookie Team - 2015